# Пјането (Гросето)
Пјането је насеље у Италији у округу Гросето, региону Тоскана.
Према процени из 2011. у насељу је живело 32 становника. Насеље се налази на надморској висини од 37 м.